# 154e méridien est
En géographie, le 154e méridien est est le méridien joignant les points de la surface de la Terre dont la longitude est égale à 154° est.

## Géographie

### Dimensions
Comme tous les autres méridiens, la longueur du 154e méridien correspond à une demi-circonférence terrestre, soit 20 003,932 km. Au niveau de l'équateur, il est distant du méridien de Greenwich de 17 143 km,.
Avec le 26e méridien ouest, il forme un grand cercle passant par les pôles géographiques terrestres.

### Régions traversées
En commençant par le pôle Nord et descendant vers le sud au pôle Sud, Le 154e méridien est passe par:
| Coordonnées           | Pays, territoire ou mer   | Notes |
| --------------------- | ------------------------- | --- |
| 90° 00′ N, 154° 00′ E | Océan Arctique            | |
| 76° 56′ N, 154° 00′ E | Mer de Sibérie orientale  | |
| 70° 54′ N, 154° 00′ E | Russie                    | République de Sakha Yukaghir Highlands (en)) Oblast de Magadan — à partir de 65° 52′ N, 154° 00′ E |
| 59° 04′ N, 154° 00′ E | Mer d'Okhotsk             | |
| 48° 57′ N, 154° 00′ E | Russie                    | Oblast de Sakhaline — îles de Ekarma et Shiashkotan, îles Kouriles |
| 48° 43′ N, 154° 00′ E | Océan Pacifique           | Passe juste à l'est de l'île de Minamitori-shima, Japon (à 24° 17′ N, 153° 59′ E) Passe juste à l'est de l'atoll Lukunor, États fédérés de Micronésie (à 5° 30′ N, 153° 49′ E) Passe juste à l'ouest de l'Île Nissan , Papouasie-Nouvelle-Guinée (à 4° 32′ S, 154° 14′ E) |
| 4° 18′ S, 154° 00′ E  | Mer des Salomon           | |
| 11° 21′ S, 154° 00′ E | Papouasie-Nouvelle-Guinée | Île Rossel |
| 11° 24′ S, 154° 00′ E | Mer de Corail             | Passe par les Îles de la mer de Corail Australie |
| 29° 59′ S, 154° 00′ E | Océan Pacifique           | |
| 60° 00′ S, 154° 00′ E | Océan Austral             | |
| 68° 24′ S, 154° 00′ E | Antarctique               | Territoire antarctique australien, partie de l'Antarctique revendiqué par l' Australie |